# Irmisch (Our)
Der Irmisch (auch Irmsch) ist ein 4 km langer, linker Nebenfluss der Our, der an der Grenze des deutschen Bundeslands Rheinland-Pfalz und der  belgischen Region Wallonie entlangfließt.

## Geographie

### Verlauf
Der Irmisch entspringt etwa 1,5 km südwestlich des Winterspelter Ortsteils Heckhalenfeld auf einer Höhe von 501 m ü. NHN. Die Quelle liegt westlich des Dackscheidbergs (569,4 m ü. NHN) auf dem Gebiet der Ortsgemeinde Winterspelt und direkt an der Grenze zu Belgien.
Vorwiegend nach Norden entlang der Grenze zu Belgien abfließend und diese schließlich überschreitend, mündet der Irmisch nordöstlich von Auel auf 360 m O.P. in die Our. 

### Einzugsgebiet
Der Irmisch entwässert ein 14,412 km² großes Einzugsgebiet über Our, Sauer, Mosel und Rhein zur Nordsee.

### Zuflüsse
- Winterspelterbach (rechts),  	6,5 km, 11,87 km²